# Taboo (chanson de Christabelle Borg)
Pour les articles homonymes, voir Taboo (homonymie).
Chansons représentant Malte au Concours Eurovision de la chanson
Breathlessly
(2017) Chameleon
(2019)
Taboo (« Tabou ») est une chanson interprétée par la chanteuse maltaise Christabelle Borg. Elle est sortie le 28 mars 2018 en téléchargement numérique. C'est la chanson qui représente Malte au Concours Eurovision de la chanson 2018 à Lisbonne au Portugal. Elle est intégralement interprétée en anglais.

## Concours Eurovision de la chanson

### Sélection
La chanson est sélectionnée comme représentante de Malte à l'Eurovision 2018 le 3 février 2018 via l'émission Malta Eurovision Song Contest 2018, remportant à la fois le vote du jury international et le télévote maltais.

### À Lisbonne
Lors de la deuxième demi-finale, Christabelle interprète Taboo en douzième position, suivant Light Me Up de la Pologne et précédant Viszlát nyár de la Hongrie. Elle termine à la 13e place avec 101 points, un total insuffisant pour se qualifier en finale.

## Liste des pistes
| 1. | Taboo | 3:01 |